# Bufonus obscurus
Bufonus obscurus is een keversoort uit de familie snuitkevers (Curculionidae). De wetenschappelijke naam van de soort werd in 1919 gepubliceerd door Hans Eggers.